# Anyphops civicus
Espèce
Synonymes
- Selenops civicus Lawrence, 1940

Anyphops civicus est une espèce d'araignées aranéomorphes de la famille des Selenopidae.

## Distribution
Cette espèce est endémique d'Afrique du Sud,. Elle se rencontre au KwaZulu-Natal, en État-Libre et au Cap-Oriental.

## Description
La femelle holotype mesure 12,5 mm.

## Publication originale
- Lawrence, 1940 :  The genus Selenops (Araneae) in South Africa. Annals of the South African Museum, vol. 32, p. 555-608 (texte intégral).